# روافد نهر كولورادو
الروافد أو المنابع الأساسية لنهر كولورادو في أمريكا الشمالية هي نهر هيلا و نهر سان خوان و النهر الأخضر و نهر غونيسون.

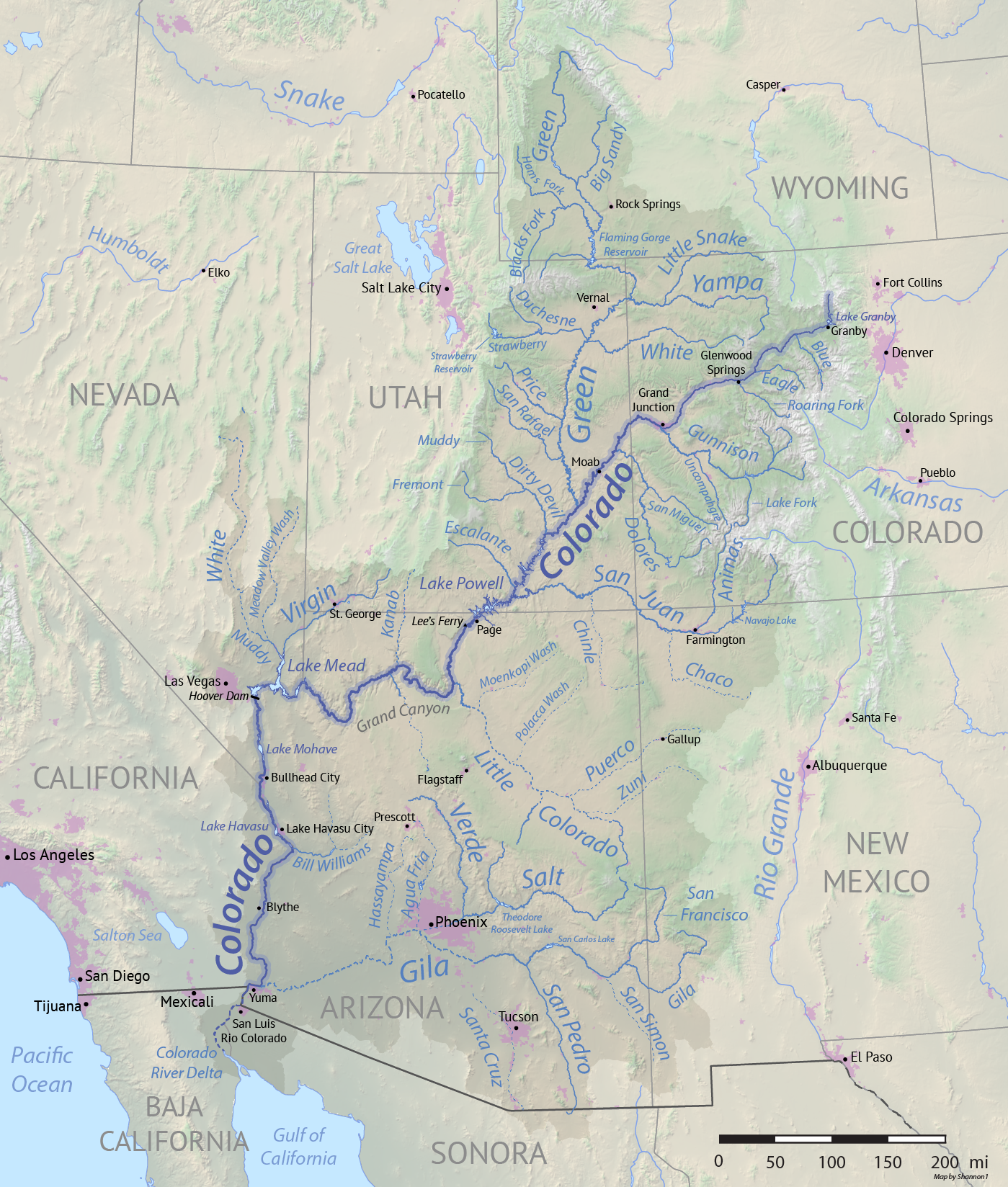
منابع نهر كولورادو

## شجرة الروافد
هذه شجرة بروافد نهر كولورادو وتفريعاتها على طول مسار النهر.
- (المصدر)
  - نهر فرايزر
  - مدي كريك
  - النهر الأزرق
    - نهر سنايك
    - تنمايل كريك

  - نهر ايغل
    - غور كريك

  - نهر رورينغ فورك
    - نهر فراينبان
    - نهر كريستال

  - بلاتيو كريك
  - نهر غونيسون
    - النهر الشرقي
    - نهر تايلور
    - نهر أنكومباير
    - نهر نورث فورك غونيسون

  - نهر دولوريس
    - نهر سان ميغيل

  - النهر الأخضر
    - نهر بيغ ساندي
    - بلاكس فورك
    - هنريز فورك
    - شيب كريك
    - كرايتر كريك
    - كارت كريك
    - نهر يامبا
      - نهر إلك
      - نهر ليتل سنايك

    - جونز هول كريك
    - نهر دكسن
    - النهر الأبيض (يوتا)
    - نهر ويلو
    - نهر برايس
      - راينج كريك

    - نهر سان رافاييل

  - دارك كانيون
  - نهر ديرتي ديفل
    - مدي كريك (يوتا)
    - نهر فيرمونت (يوتا)

  - نهر إسكالينت
  - نهر سان خوان (نهر كولورادو)
    - Navajo River
    - Piedra River
    - Los Pinos River
    - Animas River
      - Florida River

    - La Plata River
    - Mancos River
    - Grand Gulch

  - Paria River
  - نهر ليتل كولورادو
    - Zuni River
      - Rio Nutria, tributary to the Zuni River
      - Rio Pescado, tributary to the Zuni River

    - Puerco River

  - Bright Angel Creek
  - Tapeats Creek
    - Thunder River

  - Deer Creek
  - Kanab Creek
  - Havasu Creek
  - Diamond Creek
  - Virgin River
    - Meadow Valley Wash
    - Muddy River

  - Las Vegas Wash
  - Bill Williams River
    - Santa Maria River
    - Big Sandy River

  - نهر غيلا
    - San Francisco River
    - San Pedro River
    - نهر سانتا كروز
    - Salt River
      - Black River
      - Tonto Creek
      - Verde River
        - Oak Creek

    - Agua Fria River
    - Hassayampa River

  - Hardy River
- خليج كاليفورنيا-(خليج كاليفورنيا)